# Мессе-Пратер
48°13′04″ пн. ш. 16°24′20″ сх. д. / 48.2179° пн. ш. 16.4056° сх. д.
«Мессе-Пратер» (нім. Messe-Prater) — станція Віденського метрополітену, розміщена на лінії U2 між станціями «Кріау» і «Пратерштерн». Відкрита 10 травня 2008 року у складі дільниці «Шоттен-ринг» — «Штадіон».
Розташована в 2-му районі Відня (Леопольдштадт).